# Chiesa di Santa Cristina alle Pianore
La chiesa di Santa Cristina alle Pianore si trova nel comune di Santa Maria a Monte, presso la frazione di Tavolaia.

## Storia
La zona si trovava ai margini del padule di Bientina, e nel 1592 fu ceduta a livello dal comune di Santa Maria a Monte al granduca Ferdinando I de' Medici, con l'intento di bonificare il territorio circostante e creare un vasto insediamento agricolo. A questo scopo fu costruita una villa ad uso rurale, tuttora esistente, e vari annessi; inoltre, sui resti dell'antica chiesa romanica (forse titolata a Santa Maria di Moriglione, passata ai monaci dell'Ordine florense anteriormente al 1216) annessa al monastero benedettino di San Frediano a Tolli (anch'esso passato all'ordine florense), sorse in onore di Cristina di Lorena, moglie del granduca, un edificio sacro dedicato alla Santa, consacrato il 10 maggio 1596.

### I Florensi di Gioacchino da Fiore e il territorio di Santa Maria a Monte
Il 17 luglio del 1217 il cardinale Ugolino, legato pontificio nella Tuscia, di passaggio per Lucca durante la sua missione, assegnò il monastero femminile di San Iacopo di Valle Benedetta al priore e ai monaci di Moriglione, dell'ordine florense (vedi P. Lopetrone e V. De Fraja, Atlante delle fondazioni florensi, Rubbettino ed. 2006, Voll. I e II).
Il monastero di San Iacopo sorgeva nelle vicinanze di Montecalvoli, una piccola località ora in provincia di Pisa. In un centro confinante, Santa Maria a Monte, sorgeva una chiesa molto antica, dedicata a San Frediano, detta a Tolle o Tulli, che almeno dal 1100 al 1181 era stato sede di un monastero femminile. Successivamente a questa data, le monache si erano forse trasferite in una nuova sede a Montecalvoli, nelle immediate vicinanze, presso una chiesa dedicata a San Iacopo. Nel 1217 tuttavia, a detta del cardinale Ugolino, la comunità monastica femminile di San Iacopo versava in condizioni precarie: «dictum monasterium in spiritualibus et temporalibus erat ita collapsum, ut nulla spes quod amplius resurregeret haberetur».
Ugolino individuava l'origine e la causa di tale situazione proprio nel fatto che esso era condotto da monache, non all'altezza di governare autonomamente la propria domus. Il giudizio di Ugolino sulla vita indisciplinata delle monache di San Iacopo si colloca coerentemente nel grande interesse del cardinale per la vita religiosa femminile e nel suo desiderio di riformarla e di regolarla, secondo un progetto che, proprio a partire dall'anno successivo, vedrà il cardinale di Ostia impegnato a riorganizzare, in stretto collegamento con Onorio III, le comunità religiose femminili, conferendo loro una fisionomia giuridica ben definita e ponendole alle dirette dipendenze della Chiesa di Roma.
Ugolino, di fronte a questa situazione, fece dunque trasferire le monache di San Iacopo («remotis inde illis quas ibidem invenimus et cum rebus earum ad alia loca transmisis»); nel documento non viene peraltro specificata la sede a cui le donne furono destinate. A trasferimento avvenuto, il monastero di San Iacopo, con una cappella dedicata a san Frediano detta de Tulli (l'antico monastero di Santa Maria a Monte) e con tutte le pertinenze dipendenti dalle due sedi, fu messo a disposizione del priore e dei monaci florensi, che vivevano nel priorato di Moriglione, che sorgeva nelle vicinanze di Vorno, in una località oggi al confine tra le province di Lucca e di Pisa. Ugolino compì il suo atto grazie all'autorità conferitagli dalla sua legazione; la concessione fu comunque approvata anche dal vescovo e dal capitolo di Lucca.
Nel 1218 il priorato de Tullis, identificabile con il monastero di San Iacopo, a cui era annessa la cappella di San Frediano detta appunto de Tullis, era nominato in quello che possiamo definire lo status dell'ordine a quella data, cioè il documento con cui
Onorio III esentò dalla vigesima i monasteri dell'ordine florense, grazie ai buoni uffici del cardinale Ugolino.
Il nome del primo priore a noi noto, Ugo, compare, come si è visto, in un documento del 1221. Egli, con il consenso dei confratelli Gregorio, forse colui che gli succederà nella carica, e D<eod>ato e dei conversi Tedicio e Guglielmo, vendette ad un certo Ranuccio di Borgo San Frediano due vigne ed un bosco, che i due conversi, fratelli, avevano donato al monastero nel momento della loro conversione. Il denaro ottenuto dalla vendita dei terreni fu usato poi per onorare un debito contratto dai due conversi prima dell'ingresso in monastero con un certo Boctricuscio quondam Boctrichelli. Il priorato toscano non percorse l'itinerario istituzionale compiuto dalle fondazioni florensi in Calabria, le quali, dopo un periodo di due o tre anni, passarono dall'organizzazione in priorato a quella in abbazia autonoma; dal 1217 (o forse già dal 1211) in poi fu sempre retto da un priore.
Inizialmente, non è chiaro neppure da quale abbazia esso dipendesse, dal momento che si ignora la provenienza dei monaci di Moriglione, poi trasferiti a San Iacopo. La posizione all'interno dell'ordine fu chiarita nel 1226, nel momento in cui, alla presenza ancora di Ugolino, vescovo di Ostia e Velletri, il priorato di San Iacopo fu posto sotto la giurisdizione dell'abate di Fiore Matteo. Nello stesso tempo, tuttavia, Matteo affidò la visita del monastero, a cui erano legati la cappella di San Frediano e gli eremi di Moriglione, di Buggiano e di Montecatini, all'abate di Fonte Laurato, poiché il monastero toscano «non potest de facili visitari a monasterio Floris» a causa della lontananza. La visita era invece più agevole per l'abate di Fonte Laurato, dal momento che quest'ultimo era comunque tenuto a risalire la penisola per effettuare la visita canonica in una figlia dipendente, l'abbazia di Sant'Angelo del Monte Mirteto. La presenza di Ugolino e la data di questo documento (1226) farebbero pensare ai contatti che il cardinale dovette certamente tenere con i monaci florensi al momento della fondazione, disposta proprio in quell'anno, della “sua” abbazia florense, cioè Santa Maria della Gloria di Anagni.
Il documento di accordo fu sottoscritto da dodici monaci di Fiore, tra cui l'abate Matteo, il priore Ruggero e il sottopriore Silvestro; come monaci di San Iacopo sono nominati il priore Gregorio, succeduto evidentemente a Ugo, e i due frati Deodato, probabilmente lo stesso che viene nominato nel documento del 1221, e Benedetto. Potrebbe infine essere significativo il fatto che al priorato di San Iacopo fossero legati tre eremi, quello di Moriglione, ossia il precedente stanziamento florense, uno posto a Buggiano e un terzo a Montecatini. Il priorato di San Iacopo, che mantenne per tutta la sua esistenza documentata tale struttura organizzativa e che riunì attorno a sé tre romitori, sembrerebbe un tentativo di rimanere in qualche modo più fedele agli ideali più ascetici di Gioacchino, che in Calabria sembrano invece ben presto accantonati a favore di un adeguamento agli usi cistercensi. Ed è significativo che questo possa essere avvenuto in Toscana, una regione in cui l'ideale monastico-eremitico vantava una ben radicata tradizione. In effetti, l'ultima notizia, in ordine di tempo, relativa al priorato di San Iacopo è contenuta nel documento di Gregorio IX del 13 ottobre 1239, nel quale, tra l'altro, è inserita la concessione del 1217, con cui il monastero di San Iacopo fu affidato ai florensi. Si tratta di una bolla solenne, con cui il Papa prese sotto la protezione pontificia il monastero di San Pietro di Camaiore, a cui, in una data non specificata che si può tuttavia situare tra il 1235 e il
1238, era stato unito il priorato di San Iacopo. Tra i beni che il papa accolse sotto la sua protezione vi era anche la «ecclesiam sancti Iacobi de Valle Benedicta ad nos nullo medio pertinentem, quam quondam cum esset monasterium Tullium nuncupata ipsi vestro monasterio duximus uniendam».
L'unione era stata effettuata con la condizione che a San Iacopo risiedessero sempre un priore con tre o quattro monaci per la celebrazione dell'ufficio divino. Potrebbe trattarsi di un'indicazione importante, dal momento che sembra richiamare la divisione di compiti all'interno di un monastero auspicata da Gioacchino: il priorato di San Iacopo, unito all'abbazia di Camaiore, avrebbe dovuto forse accogliere i monaci più contemplativi, a cui era demandato l'incarico specifico della salmodia. Gregorio IX sembrerebbe dunque aver ancora presente, a molti anni dalla morte dell'abate calabrese, il suo progetto originario, almeno per quanto riguarda la vita più propriamente contemplativa, dal momento che una prassi di questo tipo si ritrova anche nei due monasteri laziali da lui fondati. Non sappiamo in realtà se le direttive di Gregorio IX riguardanti tale divisione di compiti furono mai eseguite; in effetti, a partire dal 1239, la documentazione florense non dà più notizie riguardo a San Iacopo e a Moriglione. In relazione a questo fatto, non pare casuale che, proprio nel momento in cui i florensi si stabilizzarono nel più ricco e dotato monastero di San Pietro di Camaiore, un eremo, chiamato proprio Moriglione, in diocesi di Lucca, compaia nelle liste dei loci eremitici appartenuti alla cosiddetta “Congregazione delle Tredici”. Nel 1247 il priore di Moriglione, Matteo, fu posto a capo, come priore generale, dell'intera Congregazione degli Eremiti di Toscana (nata nel 1243), in cui il più piccolo gruppo “delle Tredici” era confluito. Nella fondazione lucchese (se effettivamente identificabile con quella in precedenza florense) si volle dunque perseverare in una vita evidentemente più distaccata dal mondo di quanto poteva accadere in un monastero posto nei pressi di un centro abitato come Camaiore. In seguito, anche il priorato di San Iacopo scompare dalla documentazione superstite relativa alla
Toscana; la vita monastica florense proseguì appunto nel monastero di San Pietro di Camaiore72. Si tratta di un'antica fondazione di origine probabilmente longobarda, istituita o almeno beneficiata da un certo Pertualdo, padre di Peredeo, il quale fu vescovo di Lucca nel 761. Il primo documento che ne attesta l'esistenza risale al 760, anno in cui Maura, sorella di Pertualdo, aveva donato una casa di sua proprietà ad Alamund, abate del monastero di San Pietro di Camaiore. Esso sorgeva al centro della valle denominata anticamente Campo Maiore, ora Camaiore, a circa trecento metri dalla strada che fin dal II secolo a.C. congiungeva la città di Luni con Lucca. Nonostante la sua lunga vita, la documentazione è alquanto sporadica; nel 1180 Alessandro III aveva accolto il monastero sotto la protezione della sede apostolica e ne aveva confermato i numerosissimi beni, che comprendevano chiese, cappelle, ospedali. Nel 1217 esso era retto dall'abate Ildebrando.